# Taruik Aimaten
Der Taruik Aimaten (kurz Aimaten) ist ein Berg in Osttimor mit einer Höhe von 157 m. Er liegt im Nordwesten der Aldeia Lotan (Sucos Batugade), westlich der Ortschaft Lotan. Südwestlich befindet sich der Berg Taruik Babau (237 m) und südlich der Taruik Webau (203 m). Im Osten fließt der Morak, ein Quellfluss des Leometik.